# Halimocyathus platypus
Halimocyathus platypus är en nässeldjursart som beskrevs av Clark 1863. Halimocyathus platypus ingår i släktet Halimocyathus och familjen Depastridae. Inga underarter finns listade i Catalogue of Life.